# Chodzież (gromada)
Chodzież (do 31 XII 1958 Rataje) – dawna gromada, czyli najmniejsza jednostka podziału terytorialnego Polskiej Rzeczypospolitej Ludowej w latach 1954–1972.
Gromady, z gromadzkimi radami narodowymi (GRN) jako organami władzy najniższego stopnia na wsi, funkcjonowały od reformy reorganizującej administrację wiejską przeprowadzonej jesienią 1954 do momentu ich zniesienia z dniem 1 stycznia 1973, tym samym wypierając organizację gminną w latach 1954–1972.
Gromadę Chodzież z siedzibą GRN w mieście Chodzieży (nie wchodzącym w skład gromady) utworzono 1 stycznia 1959 w powiecie chodzieskim w woj. poznańskim w związku z przeniesieniem siedziby GRN gromady Rataje z Ratajów do Chodzieży i zmianą nazwy jednostki na gromada Chodzież; równocześnie do nowo utworzonej gromady Chodzież włączono obszar zniesionej gromady Milcz w tymże powiecie.
31 grudnia 1961 z gromady Chodzież wyłączono miejscowość Oleśniczka (2.6167 ha), włączając ją do miasta Chodzieży w tymże powiecie.
1 stycznia 1962 do gromady Chodzież włączono obszar zniesionej gromady Wymysław w tymże powiecie.
W 1965 gromada miała 27 członków GRN.
4 lipca 1968 do gromady Chodzież włączono miejscowości Podania i Stróżewko ze zniesionej gromady Stróżewo w tymże powiecie.
Gromada przetrwała do końca 1972 roku, czyli do kolejnej reformy gminnej. 1 stycznia 1973 w powiecie chodzieskim reaktywowano zniesioną w 1954 roku gminę Chodzież.